# طبیعت‌محوری
طبیعت‌محوری (‎/ˌɛkoʊˈsɛntrɪzəm/‎; از واژه یونانیِ: οἶκος oikos) یا بوم‌محوری اصطلاحی است برای تشریحِ فلسفه سیاسیِ بوم‌شناسی و به معنای یک ارزش و سیستمِ طبیعت‌محور و مخالف با انسان محوری است.
طبیعت‌محوری اصطلاحی است که توسط فیلسوفان محیط‌زیست و بوم‌شناسان برای بیان نظام ارزش‌های طبیعت‌محور، برخلاف انسان‌محور (یعنی انسان‌محور) به کار می‌رود. توجیه بوم‌مرکزی معمولاً در یک ادعای باور هستی‌شناختی و متعاقب آن اخلاقی است. باور هستی‌شناختی انکار می‌کند که اگزیستانسیالیسم تقسیم‌بندی بین طبیعت انسانی و غیرانسانی وجود داشته باشد تا ادعا کند که انسان‌ها یا (الف) تنها حاملان ارزش ذاتی هستند یا ب) ارزش ذاتی بیشتری نسبت به طبیعت غیرانسانی دارد. بنابراین، ادعای اخلاقی بعدی برای برابری ارزش ذاتی در طبیعت انسانی و غیرانسانی، یا زیست‌کره برابری طلبی است.
اخلاقِ طبیعت‌محوری به وسیلهٔ آلدو لئوپولد شکل گرفت و بر اساسِ آن، همه گونه‌ها از جمله انسان، محصولِ یک فرایندِ تکاملی و طولانی بودند و در طیِ زندگیِ خود با یکدیگر در پیوند هستند.